# Забиче
Забиче (словен. Zabiče) — поселення в общині Ілірська Бистриця, Регіон Нотрансько-крашка, Словенія. Висота над рівнем моря: 443,6 м.